# Telestyrelsen
Telestyrelsen var en svensk myndighet som existerade mellan 1992 och 1994. Den var en sammanslagning mellan Televerkets frekvensförvaltning och Statens telenämnd. Efter Televerkets ombildande till Telia den 1 juli 1993 lades Televerkets resterande myndighetsfunktioner över till Telestyrelsen. Efter riksdagen beslutat om lag om radiokommunikation och telelag gav den därmed den nya myndigheten nya arbetsuppgifter inom radio och telelagen.
Efter Postens bolagisering lades dess myndighetsfunktioner över på Telestyrelsen som därmed blev Post- och telestyrelsen den 1 mars 1994.